# 梅姆河
梅姆河（法語：Même，法語發音：[mɛm] ⓘ）是法国奥恩省与萨尔特省的河流，是于讷河的右支流，长41.8千米，发源自塞里尼，于貝爾納堡流入于讷河。